# Novozélandská vlajka

Novozélandská vlajka
Poměr stran: 1:2

Novozélandská námořní vlajka
Poměr stran: 1:2

Novozélandská námořní válečná vlajka
Poměr stran: 1:2

Vlajka Nového Zélandu je tvořena modrým listem o poměru stran 1:2, v kantonu je umístěn Union Jack – symbol Spojeného království, připomínající vazby Nového Zélandu na britskou korunu.
Ve vlající části jsou místo obvyklého vlajkového emblému (anglicky badge) umístěny čtyři různě velké červené hvězdy, uspořádané do souhvězdí Jižního kříže.
Používá se také v závislých územích Nového Zélandu, a to na ostrovech Tokelau a v Rossově dependenci.

Rozměry novozélandské vlajky

## Historie
Vlajka byla přijata 24. března 1902.
Do roku 1936 měl Nový Zéland guvernéra, poté generálního guvernéra. 

Vlajka novozélandského guvernéra (1869–1874) Poměr stran: 1:2
Vlajka novozélandského guvernéra (1874–1908) Poměr stran: 1:2
Vlajka novozélandského guvernéra (1908–1936) Poměr stran: 1:2

## Commonwealth
Nový Zéland je členem Commonwealthu (který užívá vlastní vlajku) a zároveň je hlavou státu britský panovník (Commonwealth realm), kterého zastupuje (od roku 1936) generální guvernér (viz seznam vlajek britských guvernérů).
Poslední změna vlajky novozélandského generálního guvernéra proběhla 2. června 2008 při příležitosti výročí korunovace Alžběty II. (v ten den se slaví oficiálně její narozeniny).
V roce 1960 byla navržena osobní vlajka Alžběty II., určená pro reprezentaci královny v její roli hlavy Commonwealthu na územích, ve kterých neměla jedinečnou vlajku – to byl i případ Nového Zélandu. V roce 1962 ale byla přijata speciální vlajka Alžběty II. na Novém Zélandu, při přehlídkách, konaných u příležitosti jejích narozenin, byla vlajka vyvěšována i v její nepřítomnosti (viz seznam vlajek Alžběty II.).

Osobní vlajka královny Alžběty II. na Novém Zélandu (1960–1962) Poměr stran: 1:1
Vlajka Alžběty II. na Novém Zélandu (1962–2022) Poměr stran: 1:2
Vlajka novozélandského generálního guvernéra (1936–1947) Poměr stran: 1:2
Vlajka novozélandského generálního guvernéra (1947–1953) Poměr stran: 1:2
Vlajka novozélandského generálního guvernéra (1953–2008) Poměr stran: 1:2
Vlajka novozélandského generálního guvernéra Poměr stran: 1:2

## Debata o nové vlajce

Silver Fern

Nový Zéland má za sebou již několik desítek let dlouhou historii debat o změně státní vlajky. Alternativní návrhy byly navrženy s různým stupněm podpory. K dispozici je několik návrhů nové vlajky, ale mezi zastánci změny vlajky nepanuje shoda ve výběru návrhu. Na rozdíl od podobných debat v Austrálii je debata na Novém Zélandu oddělena od jakékoli debaty o změně formy vlády na republiku.
Návrhy často obsahují motiv Silver Fern, neoficiálního znaku Nového Zélandu, který je tvořen stříbrným/bílým listem kapradiny (Cyathea dealbata) na černém pozadí.
Motiv Silver Fern (spojený s Novým Zélandem) se používá jako neoficiální vlajka Nového Zélandu. Je zobrazen na novozélandských mincích i bankovkách. Tento symbol používá i řada novozélandských sportovních týmů (např. ragbyová, fotbalová, basketbalová nebo kriketová reprezentace).

Návrh novozélandské vlajky (1834) Poměr stran: 1:2
Návrh novozélandské vlajky (1983) Poměr stran: 1:2
Návrh novozélandské vlajky (2002) Poměr stran: 2:3
Návrh novozélandské vlajky (2004) Poměr stran: 1:2
Návrh novozélandské vlajky (2007) Poměr stran: 1:2

### Referendum 2015/2016
Součástí procesu zapojení veřejnosti do výběru nové vlajky bylo do 16. července 2015 shromážděno přes 10 000 návrhů. Z těch bylo vybráno a 10. srpna zveřejněno 40 návrhů. V užším výběru pak byly pro první kolo referenda vybrány nejprve čtyři návrhy nové novozélandské vlajky (zveřejněny 1. září), ke kterým přibyla po zklamání veřejnosti z vybraných návrhů (po zásahu premiéra Johna Keye) ještě pátá vlajka zvaná v médiích Red Peak (červený vrchol). Těchto pět vlajek se utkalo 20. listopadu až 11. prosince o možnost "vyzvat" ve druhém kole referenda stávající novozélandskou vlajku. V prvním kole byly na hlasovacích lístcích označeny vlajky písmeny A-E (v závorce uveden autor návrhu). Hlasující uváděli podle svého výběru pořadí všech vlajek od jedné do pěti:

A (Kyle Lockwood) Poměr stran: 1:2
B (Aaron Dustin) Poměr stran: 1:2
C (Andrew Fyfe) Poměr stran: 1:2
D (Alofi Kanter) Poměr stran: 2:3
E (Kyle Lockwood) Poměr stran: 1:2

| Návrh   | První volba | První volba | Po vyřazení 1. návrhu | Po vyřazení 1. návrhu | Po vyřazení 2. návrhu | Po vyřazení 2. návrhu | Po vyřazení 3. návrhu | Po vyřazení 3. návrhu |
| Návrh   | Hlasů       | %           | Hlasů                 | %                     | Hlasů                 | %                     | Hlasů                 | %                     |
| ------- | ----------- | ----------- | --------------------- | --------------------- | --------------------- | --------------------- | --------------------- | --------------------- |
| Návrh A | 559 587     | 40,15       | 564 660               | 40,85                 | 613 159               | 44,77                 | 670 790               | 50,58                 |
| Návrh E | 580 241     | 41,64       | 584 442               | 42,28                 | 607 070               | 44,33                 | 655 466               | 49,42                 |
| Návrh B | 122 152     | 8,77        | 134 561               | 9,73                  | 149 321               | 10,90                 |                       |                       |
| Návrh D | 78 925      | 5,66        | 98 595                | 7,13                  |                       |                       |                       |                       |
| Návrh C | 52 710      | 3,78        |                       |                       |                       |                       |                       |                       |
| Celkem  | 1 393 615   | 100,00      | 1 382 258             | 100,00                | 1 369 550             | 100,00                | 1 326 256             | 100,00                |

Vítěznou variantou se stal návrh A.

#### Druhé kolo referenda
Druhé kolo referenda se konalo ve dnech 3.–24. března 2016. Vybíralo se mezi nejúspěšnější vlajkou z prvního kola a současnou vlajkou. Již podle předběžných výsledků (nezapočítány hlasy zaslané poštou) bylo jasné, že dosavadní vlajka bude zachována. Oficiální výsledky uveřejněné 30. března tyto předpoklady potvrdily.
| Vítěz prvního kola | Dosavadní vlajka |
| ------------------ | ---------------- |
|                    |                  |
| 43,2 %             | 56,6 %           |

## Maorská vlajka

Maorská vlajka
Poměr stran: ~ 1:2

Původní obyvatelé, Maorové, užívají vlastní vlajku, která se stala symbolem tohoto národa. Vyvěšuje se od 6. února 2010 společně s novozélandskou vlajkou především o státním svátku Waitangi Day.